# Leucauge argyrosticta
Espèce
Synonymes
- Mecynometa argyrosticta Simon, 1907

Leucauge argyrosticta est une espèce d'araignées aranéomorphes de la famille des Tetragnathidae.

## Distribution
Cette espèce se rencontre en Afrique de l'Ouest et au Congo-Kinshasa.

## Description
La femelle holotype mesure 5 mm.

## Systématique et taxinomie
Cette espèce a été décrite sous le protonyme Mecynometa argyrosticta par Simon en 1907. Elle est placée dans le genre Leucauge par Ballesteros et Hormiga en 2021.

## Publication originale
- Simon, 1907 : « Arachnides recueillis par L. Fea sur la côte occidentale d'Afrique. 1re partie. » Annali del Museo Civico di Storia Naturale di Genova, sér. 3, vol. 3, p. 218-323 (texte intéral).